# Brachylaena
Brachylaena ist eine Pflanzengattung innerhalb der Familie der Korbblütler (Asteraceae). Die 14 bis 15 Arten sind auf Madagaskar und auf dem afrikanischen Festland verbreitet.

## Beschreibung

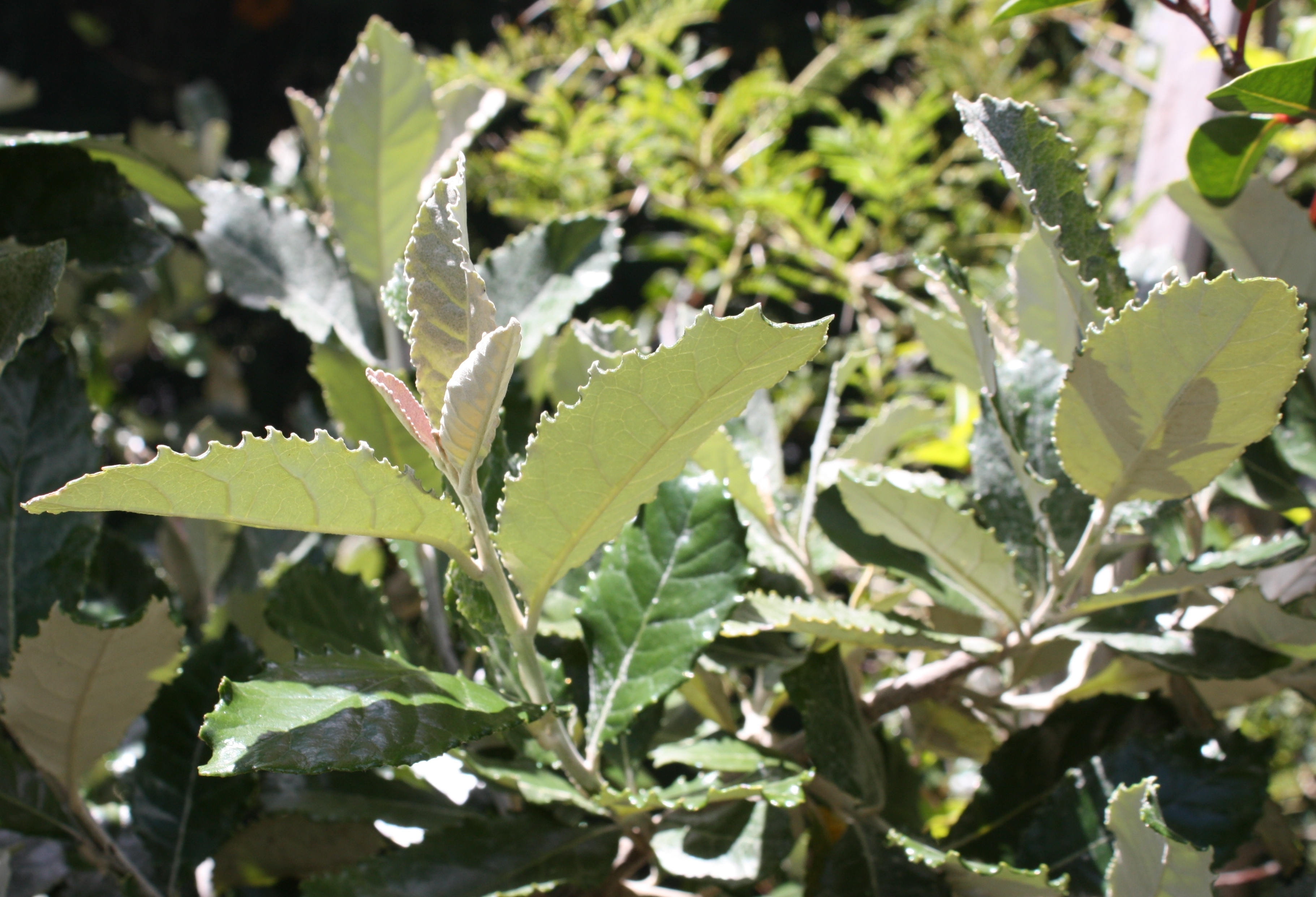
Zweige mit einfachen Laubblättern von Brachylaena discolor

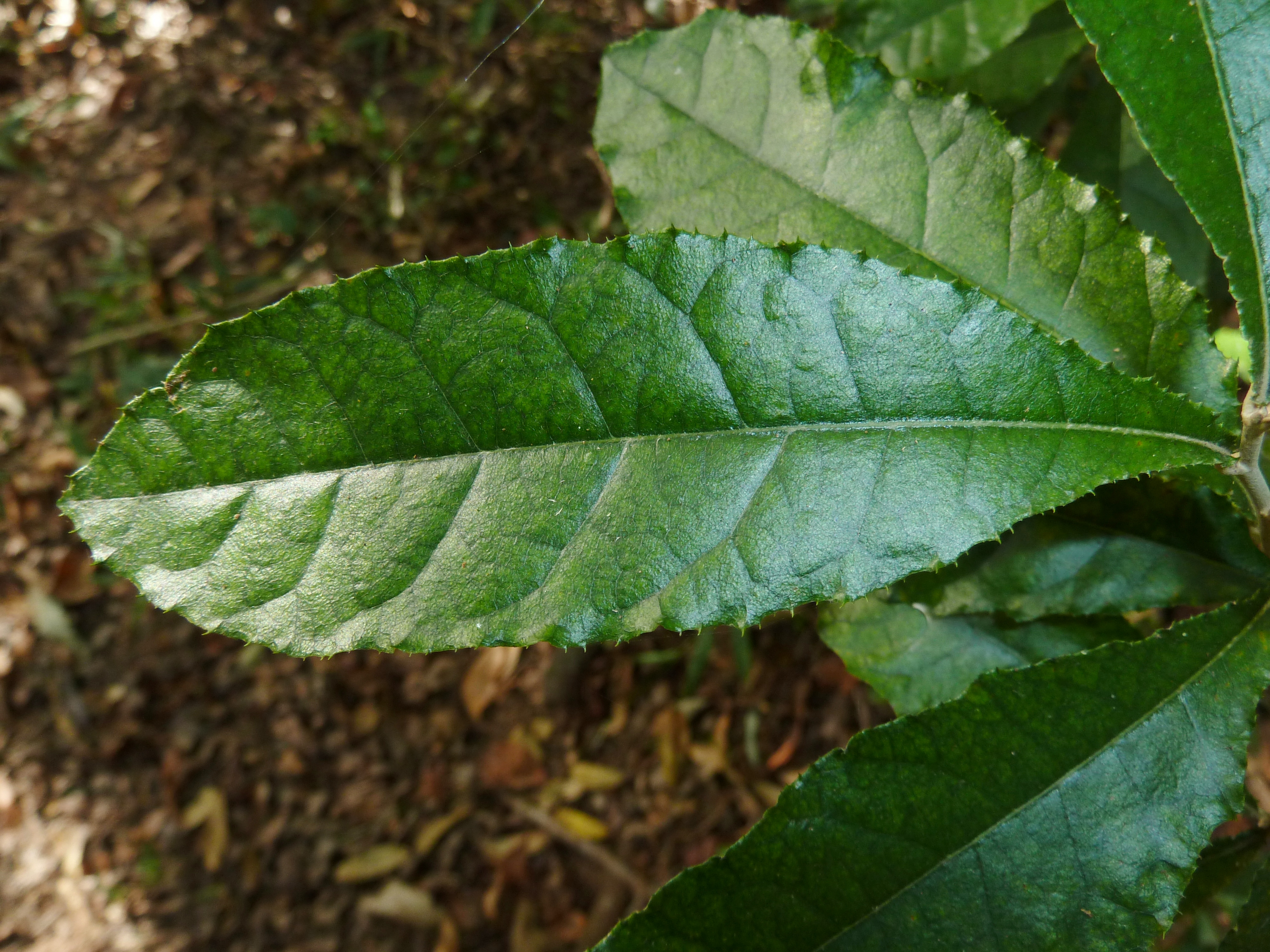
Laubblatt von Brachylaena uniflora

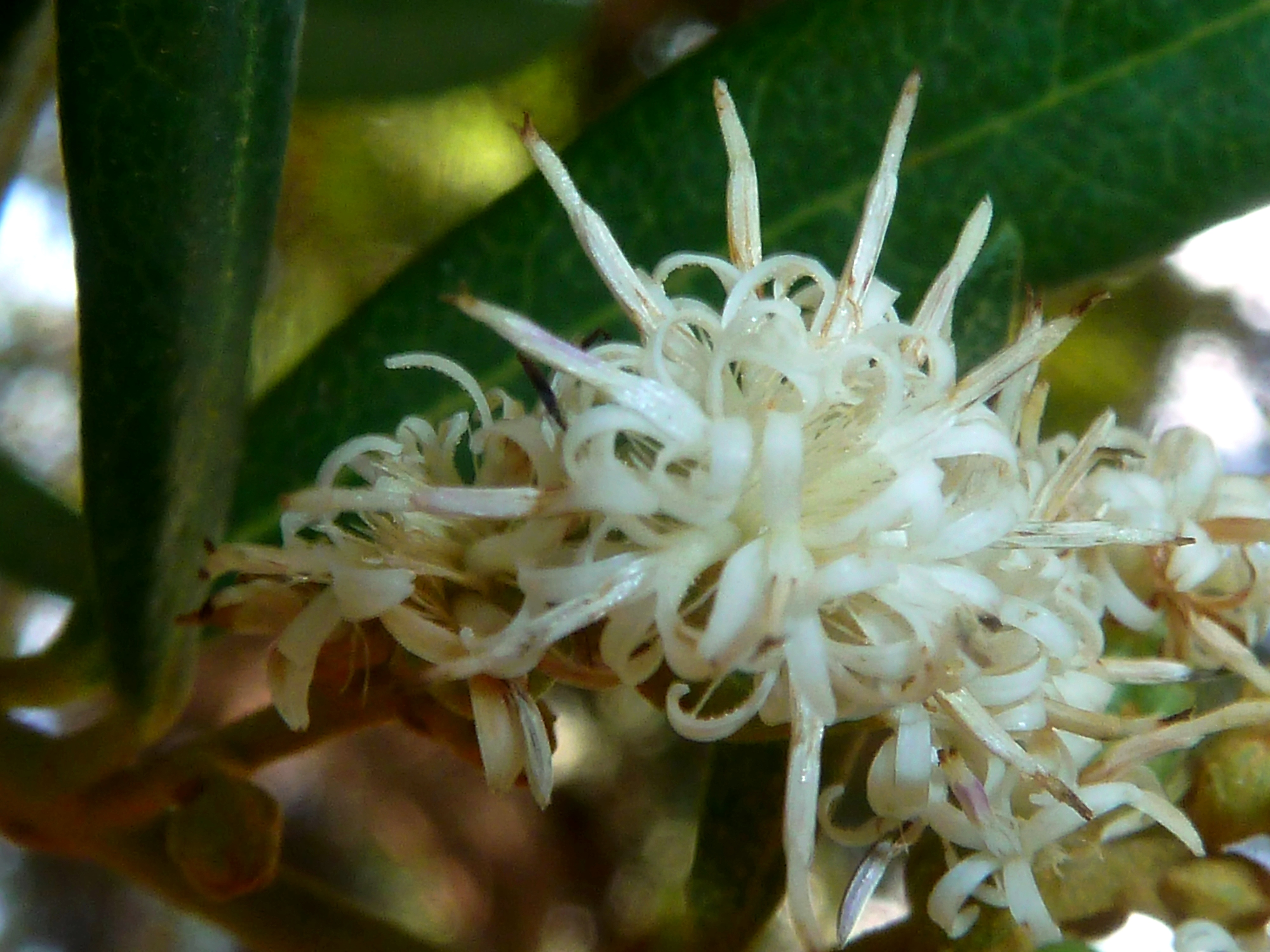
Blütenkörbchen von Brachylaena neriifolia

### Vegetative Merkmale
Brachylaena-Arten wachsen als Bäume oder Sträucher.
Die wechselständig an den Zweigen angeordneten Laubblätter sind einfach. Die Blattspreiten sind immer wollig behaart.

### Generative Merkmale
Die Brachylaena-Arten sind zweihäusig getrenntgeschlechtig (diözisch). In rispigen, traubigen oder büscheligen Gesamtblütenständen stehen die körbchenförmigen Teilblütenstände zusammen. Die Hüllblätter überlappen sich dachziegelartig. Es sind keine Spreublätter vorhanden. Die Blütenkörbe enthalten nur Blüten eines Geschlechtes. Die männlichen Blütenkörbe sind kleiner als die weiblichen. In männlichen Blüten ist reduziertes Gynoeceum vorhanden, aber in weiblichen gibt es keine reduzierten Staubblätter.
Die fast zylindrischen, spindelförmigen Achänen sind etwa achtrippig und mehr oder weniger flaumig behaart. Der Pappus besteht aus einer oder mehreren Reihe von bärtigen Pappusborsten.

## Systematik und Verbreitung
Die Gattung Brachylaena wurde 1817 durch Robert Brown in Observations on the Natural Family of Plants called Compositae in Transactions of the Linnean Society of London. London, Volume 12, S. 115 aufgestellt. Synonyme von Brachylaena R.Br. sind: Oligocarpha Cass., Synchodendron Bojer ex DC.
Die Gattung Brachylaena gehört zur Tribus Tarchonantheae in der Unterfamilie der Tarchonanthoideae innerhalb der Familie der Asteraceae.
Fünf Arten kommen in Madagaskar vor. Eine Varietät ist ein Endemit auf den Komoren. Die anderen etwa zehn Arten kommen auf dem afrikanischen Festland vor, wobei nur Brachylaena huillensis weitverbreitet ist.

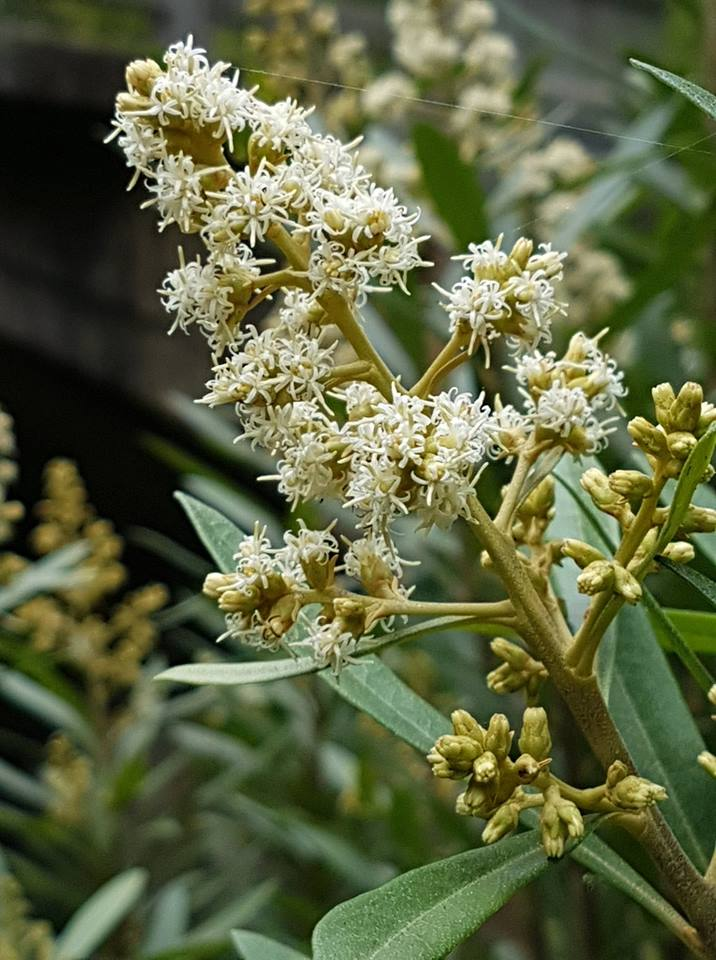
Gesamtblütenstand von Brachylaena neriifolia

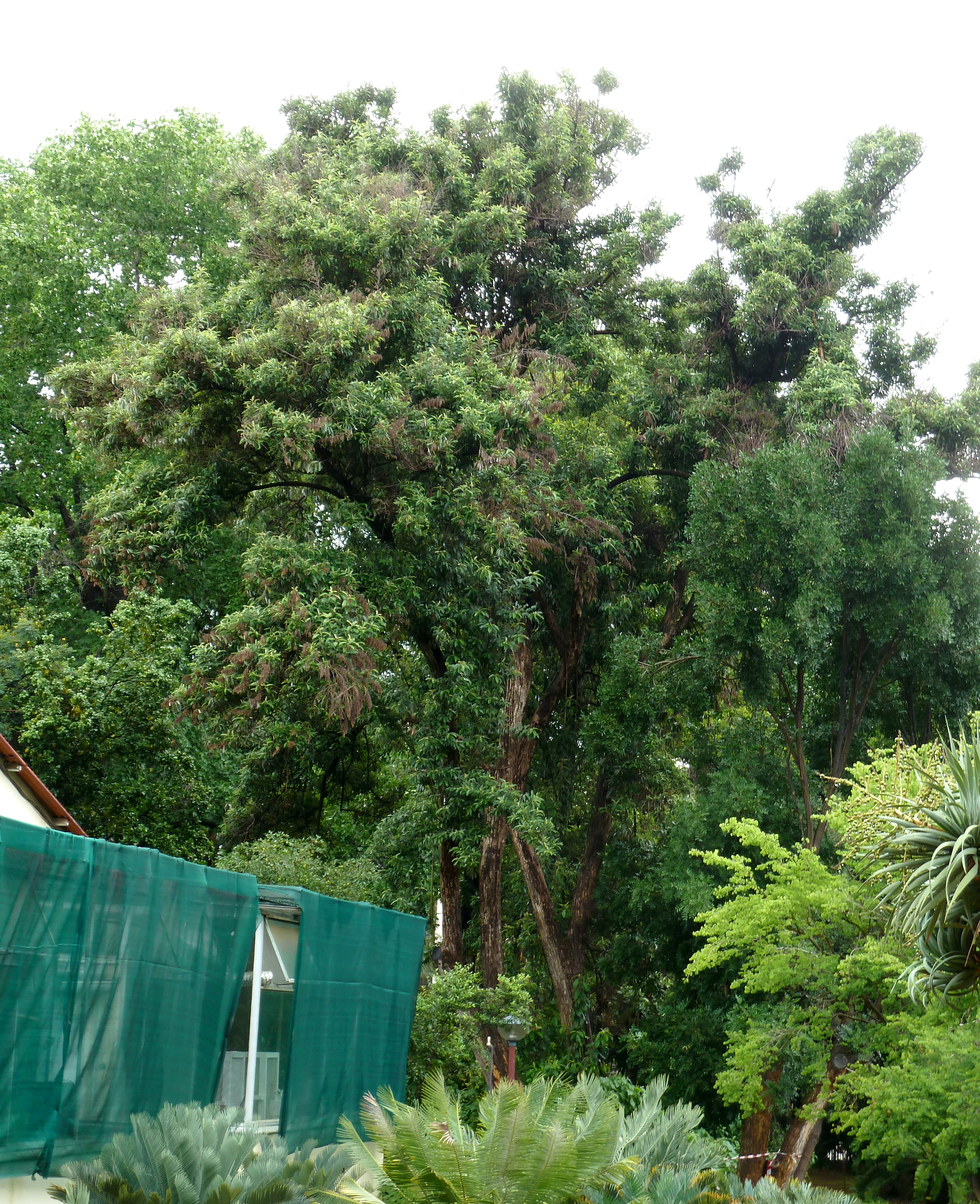
Habitus von Brachylaena transvaalensis

Die Gattung Brachylaena enthält 14 bis 15 Arten.
- Brachylaena discolor DC. (Syn.: Brachylaena natalensis Sch.Bip., Brachylaena discolor DC. subsp. discolor, Brachylaena discolor DC. subsp. discolor var. discolor, Brachylaena discolor subsp. discolor var. mossambicensis Paiva): Sie kommt im südlichen Afrika von Mosambik bis zu den südafrikanischen Provinzen Ostkap, KwaZulu-Natal, Limpopo sowie Mpumalanga vor.[7][8]
- Brachylaena elliptica (Thunb.) Less. (Syn.: Brachylaena dentata DC., Brachylaena elliptica var. salicina (DC.) Harv.): Sie kommt nur in den südafrikanischen Provinzen Ostkap sowie KwaZulu-Natal vor.[7]
- Brachylaena glabra (L. f.) Druce (Syn.: Brachylaena dentata (Thunb.) Harv., Brachylaena grandifolia DC.): Sie kommt nur in den südafrikanischen Provinzen Ostkap sowie KwaZulu-Natal vor.[7]
- Brachylaena huillensis O.Hoffm.: Sie ist im tropischen Ostafrika und im südlichen Afrika weitverbreitet.[4]
- Brachylaena ilicifolia (Lam.) E.Phillips & Schweick.: Sie kommt im südlichen Afrika vor.
- Brachylaena merana (Baker) O.Hoffm. (Syn.: Brachylaena coriifolia (Baker) Humbert): Sie ist in Madagaskar in den Provinzen Antananarivo, Antsiranana, Fianarantsoa, Mahajanga, Toamasina sowie Toliara verbreitet.[5]
- Brachylaena microphylla Humbert: Sie kommt in Madagaskar nur in den Provinzen Fianarantsoa sowie Toliara vor.[5]
- Brachylaena neriifolia (L.) R.Br.: Sie kommt in den südafrikanischen Provinzen Nord-, Ost- sowie Westkap vor.[7]
- Brachylaena perrieri (Drake) Humbert: Sie ist in Madagaskar in den Provinzen  Antsiranana, Fianarantsoa, Mahajanga sowie Toliara verbreitet.[5]
- Brachylaena ramiflora (DC.) Humbert: Es gibt drei Varietäten. Zwei Varietäten kommen in Madagaskar in den Provinzen Antananarivo, Antsiranana, Fianarantsoa, Mahajanga, Toamasina sowie Toliara vor. Brachylaena ramiflora var. comorensis ist ein Endemit auf den Komoren.
- Brachylaena rotundata S.Moore (Syn.: 	Brachylaena rhodesiana S.Moore Brachylaena discolor var. rotundata (S.Moore) Beentje): Sie kommt im südlichen Afrika von Mosambik, Simbabwe und Botswana bis zu den südafrikanischen Provinzen Free State, Gauteng, Limpopo, Mpumalanga sowie North West vor.[7][9]
- Brachylaena stellulifera Humbert: Sie gedeiht im ariden Gebiet nur der Provinz Mahajanga.[5]
- Brachylaena transvaalensis Hutch. ex E.Phillips & Schweick. (Syn.: Brachylaena discolor subsp. transvaalensis (Hutch. ex Phillips & Schweick.) Paiva): Sie kommt in Eswatini und in den südafrikanischen Provinzen KwaZulu-Natal, Mpumalanga sowie Limpopo vor.[7][10]
- Brachylaena uniflora Harv.: Sie kommt nur in den südafrikanischen Provinzen Ostkap sowie KwaZulu-Natal vor.[7]